# Otis H. Green
Otis Howard Green (1895 - 1978) fue un hispanista estadounidense.
Presentó su tesis en Filadelfia en 1927 sobre la vida y obra de Lupercio Leonardo de Argensola. Apareció la que es su obra más famosa, Spain and the western tradition: the Castilian mind in literature from El Cid to Calderón (Madison: The University of Wisconsin Press, 1963-1966, traducido al español como España y la tradición occidental: el espíritu castellano en la literatura, desde "el Cid" hasta Calderón (Madrid: Gredos, 1969). Desde 1943 formó parte de la Subcomisión de Altos Estudios Literarios y Lingüísticos del Instituto Internacional de Literatura Iberoamericana. Entre sus obras destacan Boscán and "Il cortegiano": the "Historia de Leandro y Hero" (Bogotá: Instituto Caro y Cuervo, 1948); Courtly love in Quevedo (Ann Arbor, Míchigan: UMI, 1991); Courtly love in the Spanish cancioneros (New York, 1949); The life and works of Lupercio Leonardo de Argensola: A tesis in Romanic languages presented to the Faculty of the Graduate School of the Universityof Pennsylvania in partial fulfillment of the requiremento for the degree of Doctor of Philosophy (Philadelphia: Westbrook Publishing Company, 1927);  Vida y obras de Lupercio Leonardo de Argensola (Zaragoza, 1945).
- Datos: Q1801616